# Moussa Léo Sidibé
Moussa Léo Sidibé, né en 1949 à Sirakoro, est le ministre de l'Agriculture, de l'Élevage et de la Pêche du Mali. 

## Biographie
Ingénieur agronome diplômé de l'Institut polytechnique rural de formation et de recherche appliquée de Katibougou, Moussa Léo Sidibé a tout d'abord travaillé dans le monde rural à la promotion de caisses villageoises d'épargne autogérées et de crédit dans le cadre de la coopération allemande.
Son parcours dans l'Administration le conduira à différents postes comme :
- Directeur national de l’action coopérative au ministère du Développement rural,
- Directeur régional de l’action coopérative de la région de Mopti,
- Directeur général de l’Office du Niger de 1987 à 1991,
- Secrétaire général du département de l’Agriculture.
- Coordinateur national du Programme de transformation des zones greniers du Mali.

## Sources
- « Ministre de l’Agriculture, de l'élevage et de la pêche: Moussa Léo Sidibé »